# Schleifgraben (Welzbach)
Der Schleifgraben ist ein Mündungsarm des Welzbachs in die Tauber bei Werbach im baden-württembergischen Main-Tauber-Kreis.

## Verlauf
Der Schleifgraben zweigt bei der Hochhäuser Straße (K 2880) vom Welzbach nach links und in Richtung Westsüdwesten ab. Er fließt zwischen der Flur Wört auf seiner rechten und der Flur Rosenmark auf seiner linken Seite durch Felder und Wiesen. Er passiert dabei eine Kneippanlage neben einem Beachvolleyballfeld und mündet schließlich auf einer Höhe von etwa 169 m ü. NHN von rechts in die Tauber.
Der Welzbach hat insgesamt drei Mündungsarme. Der Schleifgraben geht von dessen unterem, nach dem Bach benannten Mündungszweig ab. Dieser selbst teilt sich unterhalb von Werbachhausen und etwas vor Werbach an einem Streichwehr in den vom Oberwasser gespeisten Welzbach-Arm, der dicht Werbach umfließt und erst nach längerem Parallellauf zu dieser in die Tauber mündet, und den das Unterwasser des Wehrs abführenden Arm Schlund. Der Schlund läuft zwei bis drei Meter tiefer als der Oberwasserzweig in voriger Welzbach-Richtung recht gerade und zuoberst zur Tauber. Der Schleifgraben ist mithin der mittlere und auch der kürzeste Mündungsarm.

## Naherholungsgebiet am Schleifgraben
Der Werbacher Schleifgraben diente früher der Wiesenbewässerung. Heute führt er einer Kneipp-Anlage und einem Biotop Wasser zu.
Ein angrenzender Bouleplatz, ein Beachvolleyballfeld, ein Bolzplatz, ein Kinderspielplatz und ein Pumptrack-Parcours bilden zusammen ein Naherholungsgebiet am Schleifgraben, dem die ansässige Bevölkerung in der Freizeit und zur Erholung stark zuspricht.

Ansichten des Naherholungsgebiets am Schleifgraben
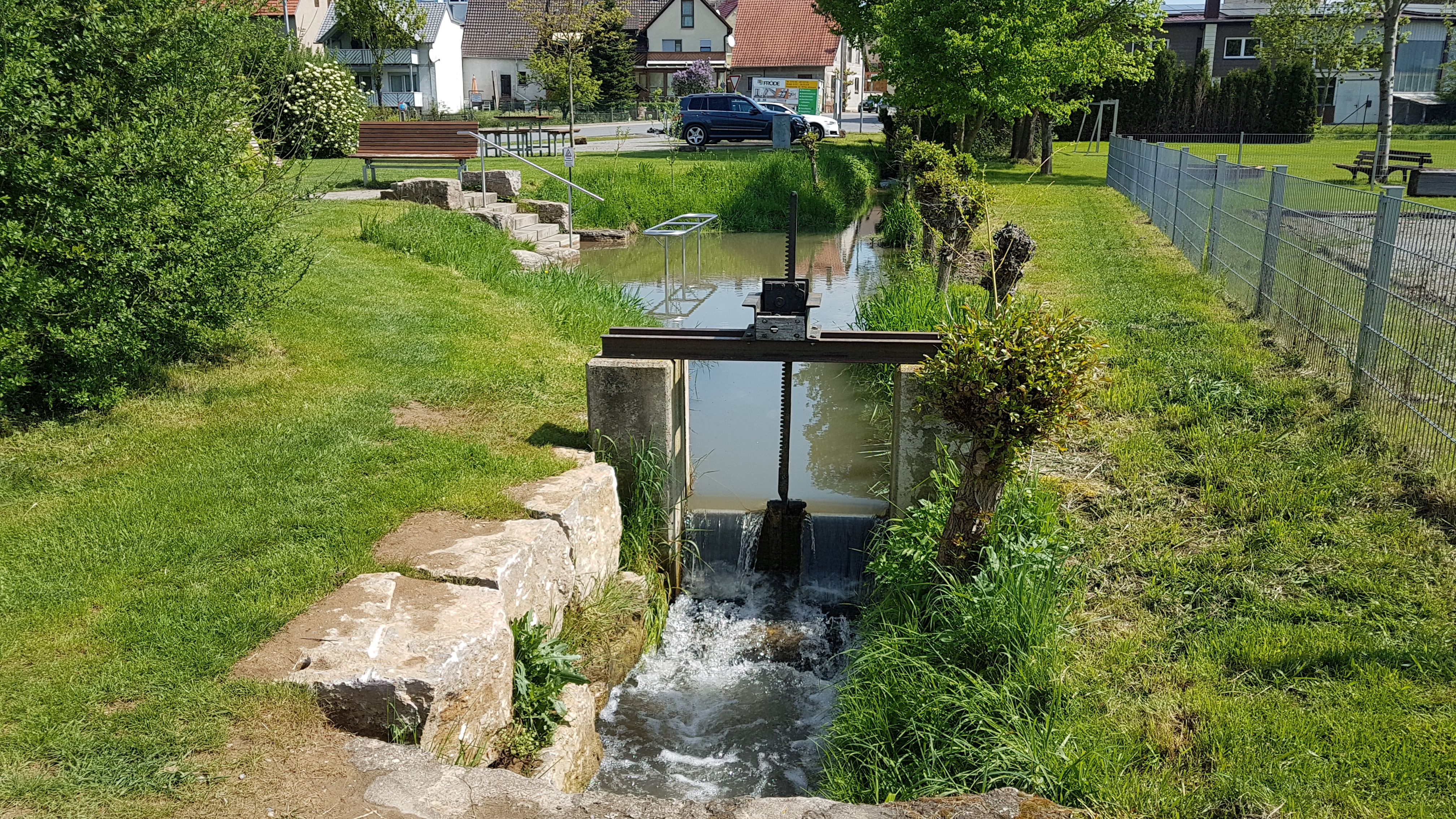
Blick auf die Kneippanlage am Schleifgraben; im Vordergrund eine Wiesenbewässerungssperre; rechts angrenzende Sportanlagen
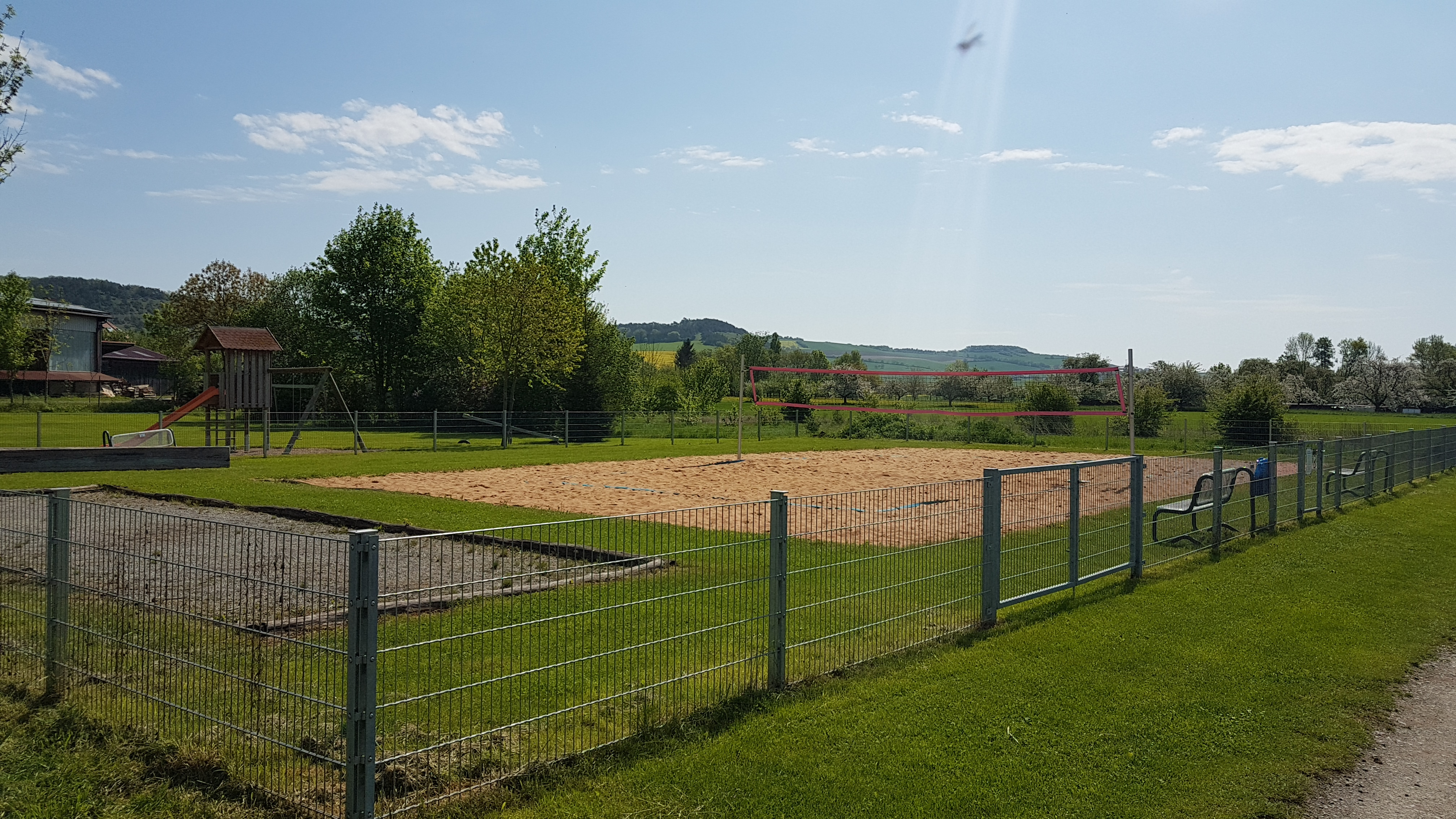
Bouleplatz, Spielplatz und Beachvolleyballfeld am Schleifgraben
- Pumptrack-Parcours am Schleifgraben